# Nationalliga A (Handball) 1999/2000
Die Spielzeit 1999/00 war die 51. reguläre Spielzeit der Schweizer Nationalliga A im Handball der Männer.

## Modus
Gespielt wurde von den 12 Teams eine Doppelrunde zu je 14 Spielen.
Nach der Hauptrunde spielten die Mannschaften auf den Rängen 1 bis 6 eine Finalrunde. Die ersten 4 spielten die Playoffs (1. gegen 4., 2. gegen 3.).  Der Sieger der Playoffs wurde Schweizer Meister.
Die Mannschaften auf den Rängen 7. und 12. spielten eine Auf-/Abstiegsrunde mit den ersten zwei der Nationalliga B.

## Hauptrunde
| Rang                    | Verein                    | Sp. | Punkte |
| ----------------------- | ------------------------- | --- | ------ |
| 01.                     | Pfadi Winterthur          | 14  | 24     |
| 02.                     | TV Suhr (M)               | 14  | 22     |
| 03.                     | St. Otmar St. Gallen      | 14  | 19     |
| 04.                     | Kadetten Schaffhausen (C) | 14  | 18     |
| 05.                     | Grasshopper               | 14  | 17     |
| 06.                     | Wacker Thun               | 14  | 16     |
| 07.                     | GS Stäfa (A)              | 14  | 16     |
| 08.                     | TV Zofingen               | 14  | 11     |
| 09.                     | TV Endingen               | 14  | 10     |
| 10.                     | Yellow Winterthur (A)     | 14  | 08     |
| 11.                     | BSV Stans                 | 14  | 04     |
| 12.                     | Amicitia Zürich           | 14  | 02     |
| Stand 20. Dezember 1999 |                           |     |        |

| Zum Hauptrundenende 1998/99: |                                 |
|                              |                                 |
|                              | Qualifiziert für die Finalrunde |
|                              | Abstiegsrunde                   |

Zum Saisonende 1998/99:

(M) – Schweizer Meister 1998/99: TV Suhr

(C) – Cup-Sieger 1998/99: Kadetten Schaffhausen

(A) – Aufsteiger aus der Nationalliga B 1998/99: GS Stäfa, Yellow Winterthur

## Playoffs
Playoff-Baum

|  | Halbfinal | Halbfinal                | Halbfinal |  |  | Final | Final                 | Final |
|  |           |                          |           |  |  |       |                       |       |
|  |           |                          |           |  |  |       |                       |       |
|  |           | TV Suhr                  | 3         |  |  |       |                       |       |
|  |           | Pfadi Winterthur         | 1         |  |  |       |                       |       |
|  |           |                          |           |  |  |       | TV Suhr               | 3     |
|  |           |                          |           |  |  |       | Kadetten Schaffhausen | 0     |
|  |           | Kadetten Schaffhausen    | 3         |  |  |       |                       |       |
|  |           | TSV St. Otmar St. Gallen | 1         |  |  |       |                       |       |
|  |           |                          |           |  |  |       |                       |       |

### Halbfinal
Modus war Best-of-Five
|                       |   |                          | Serie | 1     | 2     | 3     | 4     | 5 |
| --------------------- | - | ------------------------ | ----- | ----- | ----- | ----- | ----- | - |
| TV Suhr               | – | Pfadi Winterthur         | 3:1   | 26:25 | 20:22 | 23:20 | 29:24 | – |
| Kadetten Schaffhausen | – | TSV St. Otmar St. Gallen | 3:1   | 28:25 | 30:27 | 26:30 | 27:24 | - |

### Final
Modus war Best-of-Five
|         |   |                       | Serie | 1     | 2     | 3     | 4 | 5 |
| ------- | - | --------------------- | ----- | ----- | ----- | ----- | - | - |
| TV Suhr | – | Kadetten Schaffhausen | 3:0   | 27:24 | 26:22 | 27:25 | – | – |

## Torschützenliste
| Pl. | Spieler         | Tore | Schnitt | Mannschaft              |
| --- | --------------- | ---- | ------- | ----------------------- |
| 1.  | Attila Kotormán | 284  | 8,9     | Kadetten Schaffhausen   |
| 2.  | Beum-Yun Cho    | 221  | 7,9     | Grasshopper Club Zürich |
| 3.  | Goran Perkovac  | 219  | 6,3     | TV Suhr                 |